# Ласал (Монтреал)
Ласал (Монтреал) (фр. LaSalle) је једна од 19 општина Монтреала. Општина је образована 1. јануара 2002.